# Jean Nicolas Demarquay
Jean Nicolas Demarquay, né le 4 décembre 1814 à Longueval et mort le 21 juin 1875 à Longueval est un chirurgien français.

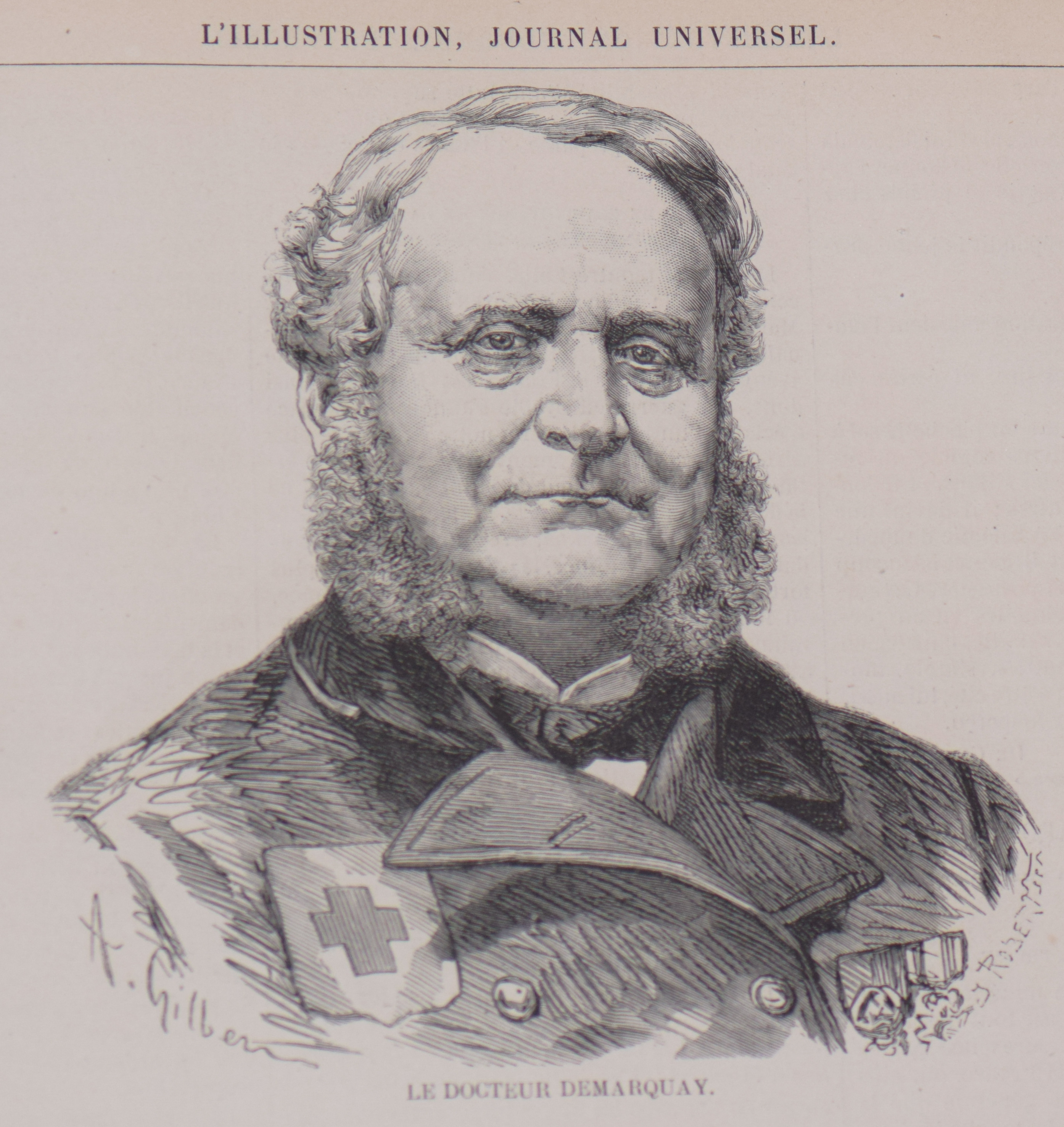
Doctor Demarquay served in the Franco-Prussian war 1871

## Biographie
Jean Nicolas Demarquay est né dans une modeste famille d'agriculture de Picardie. Il part à Paris à l'âge de 15 ans. Il est hébergé et surveille les élèves à la pension Hénon, 16 rue de Courcelles, où il devient l'ami d'Alexandre Dumas (fils) vers 1838. Il est admis au baccalauréat. Il donne des leçons de littérature, prépare des élèves au baccalauréat pour vivre et payer ses inscriptions à la faculté de médecine de Paris. Il fréquente la famille Duméril.
Interne, lauréat des hôpitaux en 1845.  Demarquay présente sa thèse pour le doctorat en médecine, Recherches expérimentales sur la température animale, en juin 1847. Il est nommé successivement aide d'anatomie, puis prosecteur, disciple de  Blandin. Il concourt pour l'agrégation et pour le Bureau central, en 1853. 
Il est l'ami du zoologiste Auguste Duméril, à peu près du même âge que lui, avec qui et Lecointe, il publie un travail sur des études expérimentales sur les changements de l'équilibre thermique des animaux par l'introduction de diverses thérapies, en 1853.
Il est nommé à la maison municipale de santé (maison Dubois), en 1858. Il échoue dans son concours de professeur de la faculté de médecine.
Il est le premier à détecter des vers ronds dans le sang des patients en 1863 et dans l'urine en 1866. Il publie un article sur l'oxygénothérapie en 1866. Il s'intéresse à l'hypnose et publie de nombreux articles sur diverses procédures opératoires.
Pendant le siège de Paris et sous la Commune en 1870-1871, il dirige, avec Ricord, la société de secours dite des ambulances de la presse. Il est chirurgien en chef de l'ambulance établie dans l'école des Ponts et Chaussées, rue des Saints-Pères . Gustave Lefrançais indique que Demarquay, malgré ses convictions, reste neutre.

## Œuvres et publications
- Mémoire sur la loi de formation des abcès locaux primitifs extérieurs à l'os, Paris, Rignoux, 1846.
- Observations et considérations sur les tumeurs parotidiennes et sur leur ablation, Paris, F. Malteste et Cie, 1857.
- Recherches sur l'hypnotisme ou sommeil nerveux, comprenant une série d'expérimences instituées à la maison municipale de sante, Paris, J. B. Bailliére, 1860.
- Des lésions du pénis, Paris, Pierre Asselin et Bureau du Moniteur des Sciences, 1861, lire en ligne sur Gallica.
- Mémoire sur la pénétration des liquides pulvérisés dans les voies respiratoires, Gazette médicale, Paris, Vol. 1, Paris, Pierre Asselin, 1862.
- Note sur une tumeur des bourses contenant un liquide laiteux (galactocèle de Vidal) et renfermant de petits êtres vermiformes que l'on peut considérer comme les helminthes hématoïdes à l'état d'embryon, Gazette médicale, Paris, Vol. 18, pp. 665–7, 1863
- De la Glycérine de ses applications à la chirurgie et à la médecine, Paris, Pierre Asselin, 1867 lire en ligne sur Gallica.

### En collaboration
- Duméril, Demarquay, Lecointe : Des modifications de la température animale sous l'influence des médicaments. Recherches expérimentales, Labé, Paris, 1853 lire en ligne sur Gallica.
- avec Philippe Ricord, Deuxième Rapport fait à la commission des études de la Société de secours aux blessés sur la nécessité de créer des ambulances modèles pour les blessés de l'industrie, par MM. les Drs Ricord et Demarquay, Paris, impr. de Chaix, 11 p. (lire en ligne).

## Distinctions et reconnaissance

### Décorations françaises
- Commandeur de la Légion d'honneur en 1871, pour les services rendus durant le siège et la Commune de Paris[8]

### Décorations étrangères
- Chevalier de l'Ordre d'Isabelle la Catholique (Espagne).
- Chevalier de l'Ordre de l'Immaculée Conception de Vila Viçosa (Portugal).

## Hommage
Une rue de Paris porte son nom dans le 10e arrondissement

## Sociétés savantes
- Académie de Médecine en 1867.
- Société de chirurgie.
- Société médicale allemande